# Simindeoghui
Simindeoghui (hangul: 시민덕희; hanja: 市民덕희; rr: Simindeoghui; lit. "Cidadã Deok-hee") (bra: Uma Cidadã Extraordinária) é um filme sul-coreano de 2024 escrito e dirigido por Park Young-ju, e protagonizado por Ra Mi-ran, Gong Myung, Yeom Hye-ran, Park Byung-eun, Jang Yoon-ju, Lee Moo-saeng e Ahn Eun-jin. Foi lançado na Coreia do Sul em 24 de janeiro de 2024.

## Sinopse
O filme baseia-se na história real ocorrida com Kim Seong-ja, que gerenciava uma pequena lavanderia na cidade de Hwaseong, Gyeonggi-do, em 2016.
Depois de perder seu lavanderia por conta de um incêndio, Deok-hee, uma mãe solteira, recebe um telefonema de um banco oferecendo-lhe um generoso empréstimo, que ela aceita sem pensar duas vezes. Logo ela percebe de que foi vítima de um phishing, e procura ajuda da polícia, mas eles a informam que não será possível recuperar o dinheiro. Deok-hee acaba morando na rua, com seus filhos, e sem dinheiro. Um dia, Jae-min, a pessoa que a enganou, explica que uma organização criminosa tem o mantido como prisioneiro, obrigando-o a enganar novas pessoas. Depois de receber esta informação, Deok-hee decide ir para Qingdao, na China, junto de suas colegas de trabalho, com a intenção de resgatar Jae-min e recuperar seu dinheiro perdido.

## Elenco
- Ra Mi-ran como Kim Deok-hee, uma mulher que perdeu dezenas de milhões de wons em uma mensagem de phishing que recebeu, e decide rastrear os responsáveis pelo golpe.[6][7]
- Gong Myung como Kwon Jae-min, um informante que dá notícias a Deok-hee sobre a organização criminosa.[8]
- Yeom Hye-ran como Bong-rim, colega de trabalho e amiga de Deok-hee, que é engenhosa e a ajuda tanto material quanto emocionalmente. Ela possui ascendentes sino-coreanos.[7][9]
- Park Byung-eun como Park Hyeong-sik, um detetive da equipe de investigação policial, que auxilia Deok-hee a prender os criminosos.[10][11]
- Jang Yoon-ju como Sook-ja, uma mulher imparável, assim como Deok-hee, que a apoia fortemente na busca pelo líder da organização criminosa.[12][13][14]
- Lee Moo-saeng como Oh Myung-hwan, chefe de uma organização de phishing na China, que possui centenas de milhões de dólares.[15][16]
- Ahn Eun-jin como Ae-rim, irmã mais nova de Bong-rim, que mora em Qingdao.[17][18]
- Lee Joo-seung como Kyeong-cheol, um membro da organização criminosa que está refletindo em escapar ou permanecer na empresa para a qual colabora, pois pensava que era um emprego de meio período que pagava bem.[19]
- Sung Hyuk como Dae-woo, membro da organização criminosa.[20]
- Kim Yool-ho como Detetive Kim, um detetive da equipe de investigação que, junto com o Detetive Park, rastreia organizações de phishing.[21]
- Seo Ji-hoo como Detetive Shin, um detetive júnior da equipe de investigação do Detetive Park.[22]
- Lee Kyu-ho.[19]

## Produção
A companhia que escolheu produzir o longa foi a C-JeS Entertainment. O custo de produção de Simindeoghui foi de 6,5 milhões de wons; estimava-se que o ponto de equilíbrio comercial do filme seria no em torno de 1,8 milhões de espectadores.
É o primeiro filme comercial da diretora Park Young-ju, que havia trabalhado no filme independente Second Life (선희와 슬기) de 2019, além de outros curtas-metragens. Park define o resultado de sua obra como um "drama com um toque de comédia" e considera que um dos temas centrais dele é a amizade entre mulheres, que exerce um grande poder na trama.
Depois de algumas especulações sobre Ra Mi-ran e de outros atores, em 4 de setembro de 2020 anunciou-se oficialmente a escalação de Ra Mi-ran, Gong Myung, Yeom Hye-ran, Park Byeong-eun, Jang Yoon-ju, Lee Moo-saeng e Ahn Eun-jin como os protagonistas. Outro confirmado foi Kim Yool-ho, e no final do mesmo mês, Sung Hyuk se juntou ao elenco. Este filme é a estreia cinematográfica de Ahn Eun-jin, atriz esta que possui uma longa trajetória na televisão.
Embora parte das filmagens estivesse prevista para acontecer na China, a propagação da pandemia de COVID-19 impossibilitou essas gravações e os cenários tiveram que ser reproduzidos em estúdios coreanos. As filmagens foram concluídas em 8 de dezembro de 2020.
No dia 14 de dezembro de 2023, a produtora confirmou a data de estreia oficial do filme e publicou pôsteres promocionais dos sete personagens principais. O elenco do filme participou de uma coletiva de imprensa realizada em 11 de janeiro de 2024 em Yongsan-gu, Seul.

## Estreia e recepção
Simindeoghui obteve uma pré-venda de mais de 40.000 ingressos, ocupando, na época, o primeiro lugar, embora teve que deixar de liderar o ranking ao anunciarem Wonka. Foi lançado fora de temporada, em 24 de janeiro de 2024, em 1.281 cinemas, que atraiu 61.108 espectadores, colocando-o em primeiro lugar nas bilheterias; Em 29 de janeiro, alcançou meio milhão de telespectadores, permanecendo em primeiro lugar nesses primeiros cinco dias após a estreia; Em 2 de fevereiro, acumulou 700.000 espectadores, mas exibiu sinais de queda. Durante o feriado do Ano Novo Lunar, de 9 a 11 de fevereiro, vendeu mais 353.651 ingressos e ficou em segundo lugar nas bilheterias, atrás de Wonka. No total, acabou vendendo 1.706.672 ingressos, arrecadando um montante equivalente a 11.884.047 dólares. No início de maio de 2024, ficou em terceiro lugar entre os filmes sul-coreanos lançados em 2024.

### Crítica
Kim Seong-hyun (YTN Star) critica um aspecto externo ao filme, que é o material promocional, tanto os pôsteres quanto os trailers, levam a esperar uma comédia leve e não captam a essência da obra. Mas deve-se esperar o contrário, pois ele escreve que “a história de um phisher pedindo ajuda a uma vítima e como eles formam uma aliança especial é revigorante por si só, mas tem uma energia ainda mais poderosa porque é uma história verdadeira”. A diretora, novata, sabe manter a tensão em todos os momentos acrescentando notas de humor, mas evitando ao máximo risos e emoções forçadas. Por fim, ele elogia a “atuação apaixonada” de Ra Mi-ran e também dos demais protagonistas.
Para Pierce Conran (Screen Anarchy) “um dos pontos-chave de Simindeoghui é a inversão dos grupos típicos do gênero. A donzela em perigo aqui é um jovem bonito, mas indefeso, trancado em uma torre em ruínas em Qingdao, enquanto as figuras de autoridade masculinas, lideradas pelo Detetive Park (Park Byung-eun), são constantemente ofuscadas pela investigação amadora de Deok -hee". Em contrapartida “o lado mais emocionante desta equação é ver as pessoas comuns que se reúnem em torno de Deok-hee para ajudá-la em seus objetivos”. Em relação aos atores, “Ra está em seu elemento em um papel que desempenha todos os seus pontos fortes, enquanto Gong mais uma vez nos encanta com um papel maravilhosamente cativante”.

## Prêmios e indicações
| Ano  | Cerimônia            | Categoria                  | Indicado(s)/Trabalho(s) | Resultado | Ref.          |
| ---- | -------------------- | -------------------------- | ----------------------- | --------- | ------------- |
| 2024 | Baeksang Arts Awards | Melhor Diretor Revelação   | Park Young-ju           | Indicado  | [ 35 ] [ 36 ] |
| 2024 | Baeksang Arts Awards | Melhor Atriz               | Ra Mi-ran               | Indicado  | [ 35 ] [ 36 ] |
| 2024 | Baeksang Arts Awards | Melhor Atriz Coadjuvante   | Yeom Hye-ran            | Indicado  | [ 35 ] [ 36 ] |
| 2024 | Baeksang Arts Awards | Prêmio de Impacto da Gucci | Simindeoghui            | Indicado  | [ 35 ] [ 36 ] |